# Вратий Врх
Вратий Врх (словен. Vratji Vrh) — поселення в общині Апаче, Помурський регіон, Словенія. Висота над рівнем моря: 337,6 м.